# Трибхуване
Трибхуване Виджаятунггадеви (тронное имя Трибхуваннотунггадеви Джаявишнувардхани) — яванская регентша, императрица и третий монарх Маджапахита. Она правила с 1328 по 1350 год. С помощью своего Первого Министра (Мапахита) Гаджи Мады она добилась масштабного расширения империи Маджапахит.

## Семья
Трибхуване была дочерью махараджы Радена Виджаи, основателя Маджапахита и его главной жены Дья Гаятри. Она была старшей из детей Виджаи. Она имела младшую сестру, Дья Вият, и брата — Джаянегару, сына другой жены Виджаи, Индресвар.

## Правление
Войдя на трон в 1328, Трибхуване взяла себе тронное имя — Трибхуваннотунггадеви Джаявишнувардхани, что означает «Возвышенная богиня трех миров, которая излучает славу Вишне». Известно, что она правила под покровительством своей матери, Гаятри. Она стала матерью и предшественницей Хаяма Вурука, четвертого монарха Маджапахита.
В 1331 году она подавила восстание в областях Саденг и Кета. В 1334 году Трибухване назначила Гаджу Маду своим новым Мапахитом (яванский титул, равный премьер-министру или Первому Министру), и Гаджу Мада провозгласил свою знаменитую клятву Палапа, заявив о своем намерении расширить влияние королевства на весь архипелаг. Согласно Параратону, его необычная клятва удивила двор и государственных чиновников, присутствовавших на его инаугурации.
С помощью Гаджи Мады в качестве Мапахита, Трибхуване провела масштабное расширение империи. В 1343 году Маджапахит завоевал государства Педженг, Далем Бедахулу и весь остров Бали.

## Отречение и жизнь после правления
Правление Трибхуване закончилось, когда ее мать Гаятри умерла в буддийском монастыре в 1350 году. Поскольку Трибхуване правила Маджапахитом под покровительством Гаятри, ей пришлось отречься от престола и передать свой трон сыну. После отречения Трибхувана не отошла от власти окончательно, она все еще активно участвовала в государственных делах. Во время правления ее сына, Махараджи Хайяма Вурука, она была членом Бхаттара Саптапрабху, совета старейшин, которые являлись советниками Махараджи.
Трибхувана умерла в 1370-х годах. Она была посмертно обожествлена как Парвати в храме Римби, Восточная Ява (в яванской культуре монарх считается воплощением определенного бога, и после смерти его душа, как полагают, соединяется с этим богом и почитается как таковая в храме, посвященном усопшей душе монарха).